# Bump of Chicken
Bump of Chicken (バンプ・オブ・チキン), également stylisé en BUMP OF CHICKEN, est un groupe de rock alternatif japonais, originaire de Sakura, dans la Préfecture de Chiba. Quatuor, le groupe comprend Motoo Fujiwara (chant, guitare rythmique), Hiroaki Masukawa (guitare), Yoshifumi Naoi (basse) et Hideo Masu (batterie). Depuis sa formation en 1994, le groupe compte au total 23 singles et huit albums. Ils sont populaires au Japon ; chaque single, depuis Tentai Kansoku, atteindra le top dix de l'Oricon. Le nom du groupe signifie littéralement contre-attaque de la poule mouillée (弱者の反撃, jakusha no hangeki).

## Biographie

### Débuts et origines (1994–1998)
Les quatre membres du groupe sont nés en 1979 et tous originaires de la Préfecture de Chiba. Tous se rencontrent à la maternelle, et continuent de se fréquenter dans les classes primaires et secondaires. En 1994, alors qu'ils sont encore lycéens, les membres du groupe, à cette époque encore sans nom, effectuent leur première performance en 1994 pendant leur neuvième festival d'étudiants, jouant une reprise de Twist and Shout des Beatles.
En 1995, le groupe compose ses propres chansons et participe à divers concours. En automne la même année, Fujiwara abandonne ses études pour se consacrer pleinement à la musique. Les chansons Danny et Bump of Chicken sont, à cette période, terminées. Masukawa devient le guitariste officiel du groupe à cette période. Le 11 février 1996, il joue pour la première fois en concert avec le groupe, qui adopte définitivement le nom de Bump of Chicken. Cette même année, leur chanson Danny remporte un prix sur 96TFM,. En été 1996, ils participent au concours Beat Brust in Japan jouant leur chanson Glass Blues (plus tard incluse dans leur album Flame Vein). Le 24 octobre 1998, un CD limité à 500 exemplaires, intitulé Bump of Chicken est publié, et vendu en un mois seulement.

### Flame VeinetThe Living Dead(1999–2000)
En mars 1999, le groupe publie son premier album studio, intitulé Flame Vein, au label High Line Records. L'enregistrement s'effectue en trois longues journées.
Leur album qui suit, intitulé The Living Dead, est aussi publié chez High Line Records, en mars 2000. Ces deux albums seront rapidement vendus, et réédités en avril 2004. Une chanson bonus, intitulée Battle Cry, sera enregistrée pour la réédition de Flame Vein qui s'intitulera Flame Vein + 1.

### Jupiter(2000-2002)
Le 20 septembre 2000, le groupe publie son premier single, Diamond, à son nouveau label, Toy's Factory. Leur deuxième single, Astronomical Observation, est publié le 14 mars 2001, et devient un hit vendu à plus de 550 000 exemplaires. Un drama télévisé homonyme, qui s'inspire de cette chanson, est diffusée en été 2002.
Un nouvel album studio, intitulé Jupiter, est publié le 20 février 2002, après la sortie d'un troisième single, Haruzion, le 17 octobre, qui marque leur première apparition au classement de l'Oricon.

### Yggdrasil(2002–2004)
Après la sortie de l'album Jupiter, le groupe effectue une tournée nationale en soutien à l'album avec des groupes comme Syrup16g et Burger Nuds. Le 18 décembre la même année, ils publient leur quatrième single Snow Smile. Le 12 mars 2003, ils publient leur cinquième single, Lost Man / Sailing Fay. Sailing Day devient la bande originale du film One Piece : L’Aventure sans issue. Par la suite, entre printemps 2003 et 2004, ils enregistrent leur album à paraitre, Yggdrasil, qui est joué en été en concert.
Le 31 mars 2004, Flame Vein est publié en single. Le 29 mai, ils jouent un concert retranscrit en direct à la télévision japonaise. Le 7 juillet 2004, ils publient leur huitième single, Only Lonely Glory, qui sera le premier single issu de Yggdrasil, atteignant la première place de l'Oricon. Leur deuxième single de l'album, Yggdrasil, publié le 25 août, remporte aussi la première place de l'Oricon. En décembre, ils jouent leur plus grand concert, devant 30 000 spectateurs  au Makuhari Messe en 2 jours ; le premier jour est enregistré pour l'émission Super Live de la NHK. À la fin de l'année, ils jouent en Corée du Sud.

### Orbital Periode(2005–2007)
Bump of Chicken publie un dixième single, Planetarium, le 21 juillet 2005. Il est suivi par un onzième et double-single intitulé Supernova / Karma, le 23 novembre 2005. Il se classe neuvième de l'Oricon en 2006. Leur compilation Song for Tales of the Abyss pour le jeu vidéo Tales of the Abyss, est publiée le 22 mai 2006. Le 20 septembre 2006, ils participent à la bande-son de Puppet Play Guild avec la chanson Guild. Le 22 novembre 2006, ils publient leur douzième single, Tearful Furusato, qui se classe premier de l'Oricon, pour la première fois en deux ans, après la sortie de Only Lonely Glory.
Le groupe participe au concert spécial dix ans du label High Line Records, le 16 juillet 2007, et revient en concert pour la première fois en 498 jours. Le 24 octobre 2007, ils publient deux nouveaux singles, Flower's Name et May Day ; Flower's Name atteint la première place de l'Oricon, ce qui en fait le troisième consécutif à atteindre la première place. May Day atteint la deuxième place du classement. Flower's Name devient la bande-son du film Always Zoku Sanchōme no Yūhi.
Le 19 décembre 2007, ils sortent l'album Orbital Period, leur premier en trois ans et quatre mois depuis Yggdrasil. Le 26 décembre, ils remportent le prix de Life Music of the Year au FM Festival Radio Award.

### Cosmonaut(2008-2010)
Le 18 juin 2008, ils publient l'album Present from You, qui comprend le single Present. Le 25 novembre 2009, le single face-A RIP / Merry Christmas est publié pendant seulement deux ans.
Le 14 avril 2010, leur seizième single, Happy, est publié, et est suivi par un dix-septième intitulé Magical dish ~ Kimi to Kimi ~ ~. Ls deux singles atteignent la première place de l'Oricon. Le 10 avril 2010, ils organisent un concert « secret » sous le nom de Bump of Chicken Secret. Le concert se déroule d'abord dans un lieu inconnu dans Tokyo, qui s'avère être la Roppongi Hills Arena. Le 13 octobre 2010 sort le dix-huitième single Letter to Astronaut / Motorcycle, qui se classe premier. Le 15 décembre 2010, ils publient l'album Cosmonaut trois ans après la sortie de son prédécesseur.

### RayetButterflies(depuis 2011)
Le 23 février 2011 sort leur dix-neuvième single Friend's Son. Le 11 mai, ils sortent leur 20e single, Smile, dont les bénéfices sont reversés à la croix rouge japonaise, pour aider les victimes du séisme de la côte Pacifique du Tōhoku.

## Membres
- Motoo Fujiwara (藤原基央?) (12 avril 1979) - composition, chant, guitare
- Hiroaki Masukawa (増川弘明?) (20 décembre 1979) - guitare
- Naoi Yoshifumi (直井由文?) (9 octobre 1979) - basse
- Hideo Masu (升秀夫?) (10 août 1979) - batterie

## Discographie

### Albums studio
- 1999 : Flame Vein
- 2000 : The Living Dead
- 2002 : Jupiter
- 2004 : FLAME VEIN +1
- 2004 : Yggdrasil
- 2007 : Orbital Period
- 2008 : Present from You
- 2010 : Cosmonaut
- 2014 : Ray
- 2016 : Butterflies
- 2019 : Aurora arc
- 2024 : Iris (à venir)